# Bōsō (półwysep)
Półwysep Bōsō (jap. 房総半島 Bōsō-hantō) – półwysep w prefekturze Chiba na wyspie Honsiu w Japonii, zamykający od wschodu Zatokę Tokijską i oddzielający ją od Oceanu Spokojnego. 

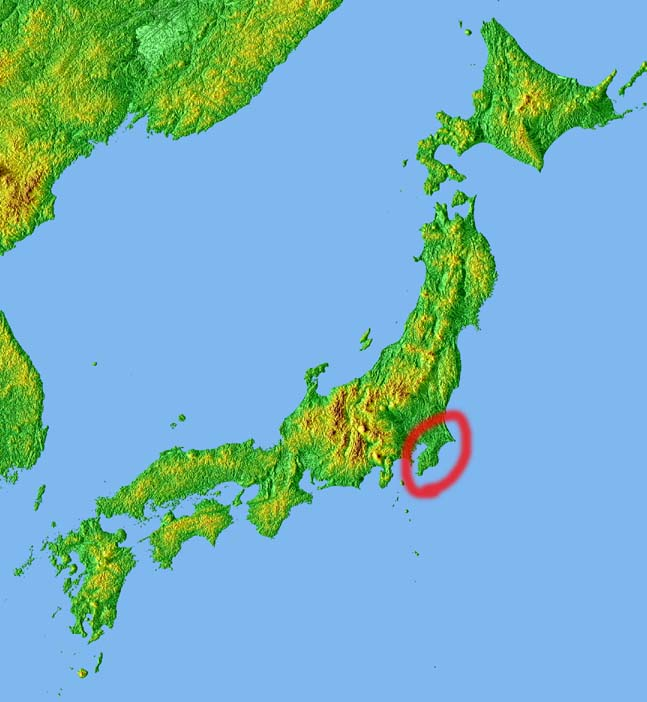
Położenie półwyspu Bōsō

Przez półwysep przebiega pasmo wzgórz. Najwyższe z nich to Atago o wysokości 408,2 m n.p.m. 
Długość półwyspu wynosi 97 km, a jego szerokość dochodzi do 48 km.
Zachodnia część półwyspu jest silnie zurbanizowana (centrum w mieście Kisarazu), przybrzeżne niziny i środkowe doliny rzek są używane głównie jako pola pod uprawę ryżu, pszenicy, soi oraz drzew owocowych.
Tokyo Wan Aqua-Line, most-tunel przecinający Zatokę Tokijską, łączy Kisarazu z miastem Kawasaki w prefekturze Kanagawa.
Nazwa półwyspu i znaki kanji, z których jest utworzona, wzięte zostały od nazw prowincji, które niegdyś leżały w obrębie Bōsō: Awa (安房), Kazusa (上総) oraz Shimosa (下総).